# 角移

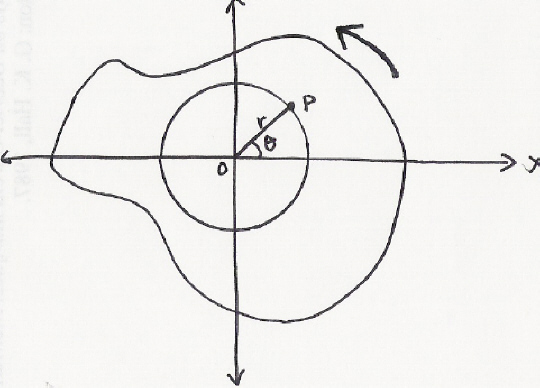
刚体上一点 P 绕一固定轴的转动。

在物理學中，角移（angular displacement）亦稱為角位移，是一種物理量，用來描述一质点或物体绕某一轴所转过的角度，無单位。角位移有大小和方向，但不满足平行四边形合成法则，所以一般不是向量。无限小的角位移是矢量，其方向满足右手螺旋法则。
若一質點在固定的圓上繞圓心運動，因質點與圓心的距離恆不變，即是半徑，因此質點在圓周上的位移可以使用角度變化來描述，而質點繞圓心旋轉所形成的角度變化稱為角移或角位移。
右图为刚体上一点 P，距离原点 r，绕一固定在原点的轴转动。在极坐标系中，P点的坐标为 (r, θ)。一段时间内，P点走过的弧长s与角位置的关系为：
{\displaystyle s=r\theta \,}
则角位移为：
{\displaystyle \theta ={\frac {s}{r}}}
如果物体从P点转到Q点，两点的角坐标分别是{\displaystyle \theta _{1}}和{\displaystyle \theta _{2}}，则角位移为 {\displaystyle \Delta \theta =\theta _{2}-\theta _{1}} 。